# Hieracium lateriflorum
Hieracium lateriflorum es una especie de planta con flor del género Hieracium, de la familia Asteraceae, orden Asterales.

## Distribución
Hieracium lateriflorum se distribuye por Finlandia y Rusia.

## Taxonomía
Fue descrita científicamente por Norrl.
Tratamiento taxonómico
La especie aparece registrada en una sección de la publicación T.Saelan, A.O.Kihlman & H.Hjelt, Herb. Mus. Fenn., ed. 2, Pl. Vasc.